# Талск
Талск (англ. Tulsk; ирл. Tuilsce) — деревня в Ирландии, находится в графстве Роскоммон (провинция Коннахт) у трассы N5.
Население — 215 человек (по переписи 2002 года).